# Selim Rauer
Selim Rauer (né à Paris en 1978) est écrivain et metteur en scène, notamment de Enfants de la Nuit d'après Jean Cocteau, au Centre dramatique national Nice-Côte d'Azur (2000), de Woyzeck de Georg Büchner, au Théâtre Cargo à Paris (2001), de Combat de nègre et de chiens de Bernard-Marie Koltès, au Théâtre national allemand de Weimar (2004).

## Biographie
Études de Philosophie à l'Université de la Sorbonne - Paris-IV, puis obtention d'une Maîtrise dans les Arts du Spectacle à l'Université de la Sorbonne Nouvelle - Paris-III. Il vit et travaille entre Paris et Berlin de 1999 à 2006, où il collabore auprès de l'équipe dramaturgique du théâtre de la Volksbühne am Rosa-Luxemburg-Platz dirigée par Frank Castorf.  Il travaillera par la suite en tant qu'assistant metteur en scène au National Schauspielhaus de Francfort. Il est lauréat des Masterclass du Festival de Salzbourg en Autriche, auxquels il prend part entre 2002 et 2003. Il participe au cours de ces mêmes années aux travaux dramaturgiques sur deux opéras en préparations à la RuhrTriennale, nouvellement dirigée par Gérard Mortier : Zauberflöte (mise en scène par La Fura Del Baus) et Don Giovanni (mise en scène de Klaus Michael Grüber) de Mozart. 
Il est l'auteur de deux recueils poétiques Rêve en Rouge et Fin du Jour. Il est publié, entre autres dans La Règle du Jeu aux éditions Grasset, et dans différents quotidiens, hebdomadaires et mensuels tels que Libération, La Gazette de Berlin et le magazine Théâtres (sous la direction de Pierre Notte), pour lequel il a été correspondant pour les pays de langue allemande, ou encore Rue89. Il traduit pour  L'Arche éditeur Radio Noire et À Mon Père d'Albert Ostermaier.
En 2006 il fonde avec les éditions Sine Causa la revue Europa ; en septembre 2006 son premier roman, La Passion de Pier, est publié aux éditions Les Perséides. Invité par l'Ambassade de France à Rome pour la présentation de son roman auprès du poète Renzo Paris, il présente aux élèves en littérature française à l'Université de Rome 3, en mars 2007, une conférence sur « La solitude comme espace de recréation (Kafka / Hölderlin / Pavese / Blanchot) ». La Passion de Pier est traduit et publié en Italie en novembre 2007 chez Coniglio Editore (Trad.: Fabrizio G. di Vasco). En septembre 2008 son livre sur la vie et la mort du chanteur et compositeur Freddie Mercury sort en France aux éditions Fayard. Ce livre sera traduit et sortira au Brésil chez l'éditeur Planeta ; ainsi qu'en Tchéquie, chez Volvox Globator (2009 - 2010).
Il est lauréat de la Mission Stendhal (Irlande), 2011.

## Œuvres
- Rêve en Rouge / Fin du Jour (Poèmes) - Éditions Bénévent (2005)  (ISBN 2848716215)
- Radio Noire / A Mon Père d'Albert Ostermaier (Traduction) - L'Arche Éditeur (2005)
- La Passion De Pier (Roman) - Éditions Les Perséides (2007)   (ISBN 2915596190)
- Freddie Mercury (Essai Biographique) - Éditions Fayard (Septembre 2008)  (ISBN 2213635692)
- Landscape / Le Sable et le Couteau (Poèmes) - Éditions sine causa (2010)  (ISBN 978-3-941033-17-7)

Essais publiés pour la revue La Règle du Jeu
- Le Terrorisme et la Haine de Soi (Essai) - La Règle du Jeu N°31 - Éditions Grasset (2006)  (ISBN 9782246690849)
- Cesare Pavese: l'écriture et le métier de vivre (Essai) - La Règle du Jeu N°43 - Éditions Grasset (2010)  (ISBN 978-2-246-74127-5)
- Hölderlin, ou le ciel dans des rues étroites (Essai) - La Règle du Jeu N°45 - Éditions Grasset (2011)  (ISBN 9782246780779)
- Georg Büchner ou le sens de la révolte (Essai) - La Règle du Jeu N°47 - Éditions Grasset (2011)  (ISBN 978-2246786290)

## Articles
Pour le site de La Règle du Jeu :
- De la vie des morts (2013)[15]
- Phèdre ou la culpabilité fantasmée (2013) [16]
- La laïcité et l'islamophobie en France aujourd'hui (2013)[17]
- Le suicide d'Aaron Schwartz, ou la boîte de Pandore d'Internet (2012) [18]
- L'Amour de Michael Haneke (2012)[19]
- La terre et la cendre (2011) [20]
- DSK, ce Dorian gray tant désiré (2011) [21]

Pour Rue89
- Interdire le voile à l'université: le Haut Conseil à l'Intégration se trompe (2013) [22]
- Klaus-Michaël Grüber, solitaire debout (2008)[23]

Pour Libération
- "Idoménée" sacrifié (2006)[24]
- L'ange en décomposition (2005)[25]

Pour Europa, revue d'actualité politique, littéraire et artistique (Editions Sine Causa, 2005-2007)
- Europe
- Une mythologie française
- La traque, la disparition, l'attente et le désir
- La scène, son rêve, son deuil (essai sur Richard Peduzzi)

Pour le magazine Théâtres (2004-2005)
- Le Berliner Ensemble: un passé sans futur?
- Brecht & Weigel: entre traîtrise et dévotion
- Sasha Waltz: la force et la volonté
- Portrait de Klaus-Michael Grüber
- Anéantis de Sarah Kane à la Schaühne de Berlin
- Les Wiener Festwochen

Autres publications
- Bernard-Marie Koltès, l’homme noir et l’étrangeté du désir, revue Africultures,éditions L’Harmattan (juillet 2013)[27]
- L'Archipel de la connerie, Revue Vents Contraires, Théâtre du Rond-Point (2011)[28]